# مارسيا كيور
مارسيا كيور (بالإنجليزية: Marcia Kure) هي فنانة ورسامة نيجيرية، ولدت في 1970 في كانو في نيجيريا.

## وصلات خارجية
- الموقع الرسمي